# Lemetti (ö i Mellersta Finland)
Lemetti är en ö i Finland. Den ligger i sjön Päijänne och i kommunen Jämsä i landskapet Mellersta Finland, i den södra delen av landet, 200 km norr om huvudstaden Helsingfors. Öns area är 2 hektar och dess största längd är 280 meter i öst-västlig riktning.